# Mehmet Güney

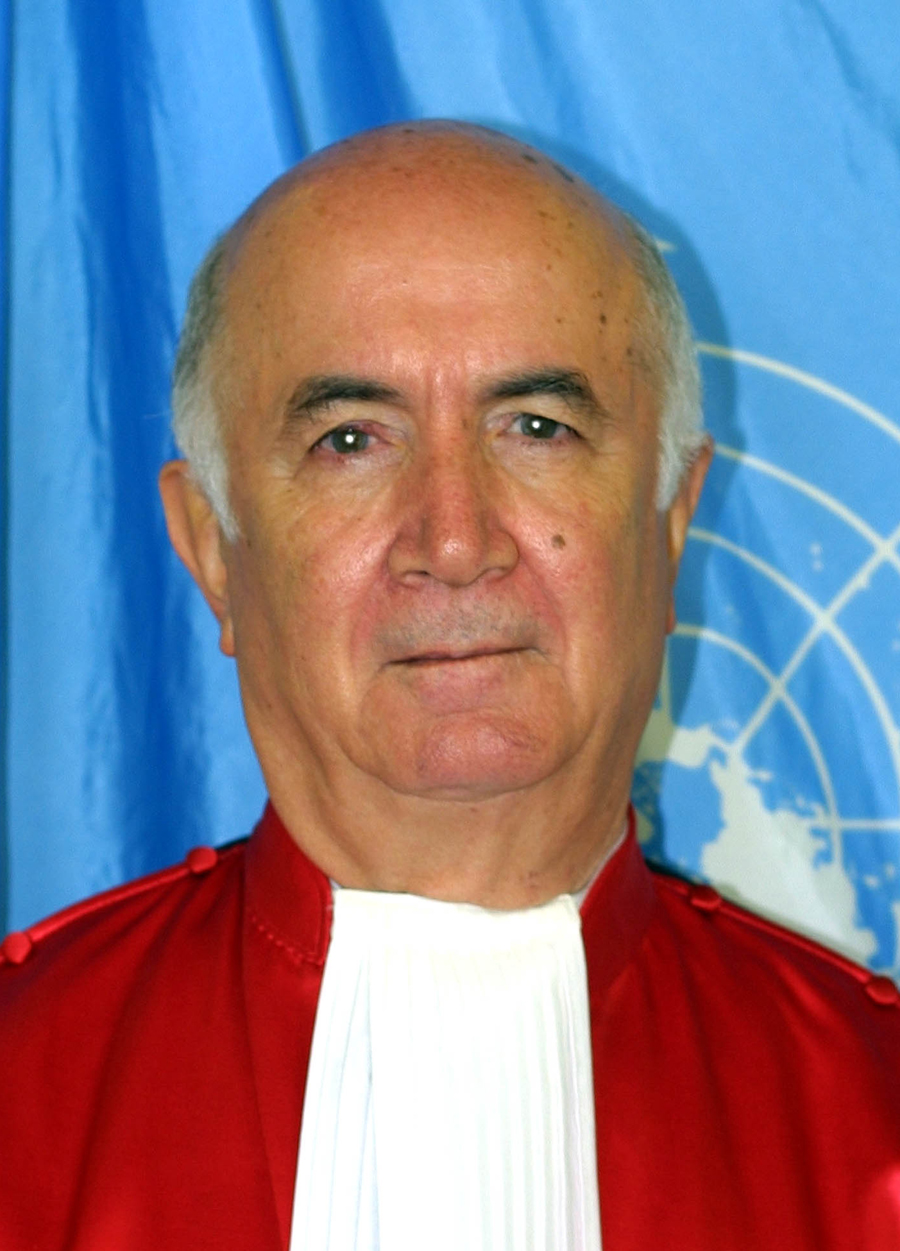
Mehmet Güney

Mehmet Güney (* 3. Mai 1936 in Siirt; † 24. April 2024) war ein türkischer Jurist und Diplomat. Er fungierte unter anderem als Botschafter seines Heimatlandes in Kuba, Singapur und Indonesien, und war von 1992 bis 1997 Mitglied der Völkerrechtskommission der Vereinten Nationen. Von 1999 bis 2015 war er Richter am Internationalen Strafgerichtshof für Ruanda, an dem er von 2001 bis 2015 der Berufungskammer angehörte, die als gemeinsame Einrichtung des Gerichtshofs und des Internationalen Strafgerichtshofs für das ehemalige Jugoslawien besteht.

## Leben
Mehmet Güney wurde 1936 in der ostanatolischen Stadt Siirt geboren und absolvierte ein rechts- und politikwissenschaftliches Studium an der Universität Ankara. Anschließend war er zunächst von 1959 bis 1964 als Verwaltungsjurist tätig, bevor er in den Dienst des türkischen Außenministeriums eintrat. Im Laufe seiner diplomatischen Karriere wirkte er unter anderem von 1964 bis 1970, von 1975 bis 1977 und von 1982 bis 1985 als Rechtsberater sowie von 1985 bis 1989 als leitender Rechtsberater des Außenministeriums. Von 1970 bis 1975 und von 1980 bis 1982 war er Rechtsberater der ständigen Vertretung der Türkei bei den Vereinten Nationen in New York sowie von 1977 bis 1979 Rechtsberater der türkischen Botschaft in Den Haag.
Als türkischer Botschafter fungierte er von 1989 bis 1993 in Kuba, von 1993 bis 1995 in Singapur und in den Jahren 1998/1999 in Indonesien. Darüber hinaus vertrat er sein Heimatland als Delegierter beziehungsweise Delegationsleiter bei verschiedenen internationalen Institutionen und Tagungen sowie bei bilateralen Verhandlungen, so unter anderem bei der zweiten Sitzung der Konferenz, bei der das Wiener Übereinkommen über das Recht der Verträge ausgehandelt wurde, mehrfach bei Sitzungen der Vollversammlung der Vereinten Nationen, 1971 bei der Sitzung der UN-Menschenrechtskommission sowie bei Verhandlungen mit Griechenland über die Abgrenzung des Kontinentalschelfs und des Luftraums im Bereich des Ägäischen Meeres.
Ab 1984 war er für eine Wahlperiode Richter am Europäischen Kernenergiegericht. Von 1992 bis 1997 gehörte er der Völkerrechtskommission der Vereinten Nationen an. Er war von 1999 bis 2015 als Richter am Internationalen Strafgerichtshof für Ruanda (ICTY) tätig und war von 2001 bis 2015 der Berufungskammer des Gerichtshofs zugeordnet, die außerdem zugleich als Berufungskammer des Internationalen Strafgerichtshofs für das ehemalige Jugoslawien fungiert.
Mehmet Güney war verheiratet und Vater von drei Kindern.